# Paul Savage
Pour les articles homonymes, voir Savage.
Paul Savage, ne le 25 juin 1947 à Toronto en Ontario, est un curleur canadien. 
Il remporte la médaille d'argent aux Jeux olympiques d'hiver de 1998 à Nagano au Japon. Il a également décroché le titre de champion du monde en 1983.